# 王唯农
王唯农（1934年12月29日—1980年7月2日），臺灣物理学家、政治人物，安徽省合肥縣人，畢業於陸軍兵工工程學院、國立清華大學碩士、壬色列理工學院博士，曾任國立成功大學校長、行政院青輔會主委、行政院原能會核研所副所長、行政院國科會自數組主任、中研院物研所長、國立清華大學物理系主任、國民黨青工會主任、國民黨臺灣省黨部主委。

## 生平
王唯农先后毕业于兵工工程学院應用化學系15期（今國防大學理工學院）、国立清华大学原子科学研究所。考取第一届中山奖学金后，赴美国壬色列理工学院学习核物理，1965年获博士学位。其兄王唯科畢業於兵工工程學院（今國防大學理工學院），獲國家獎助金，赴美國史蒂文斯理工學院，具碩士學位，曾任行政院原子能委員會核能研究所副所長。

## 任職
- 返台后，王唯农歷任清华大学物理系主任兼物理研究所所长、中央研究院研究员兼物理研究所所长、国科会自然科学及数学组主任、国民党中央委员会青年工作会主任、国民党台湾省党部主任委员。
- 1978年中坜事件后，转任行政院青年辅导委员会主任委员。[2]同年，因国立成功大学校长倪超退休，教育部派王唯农接任校长。
- 1980年7月2日，因患肝癌逝世。[3]